# 세르주 뱅베르
세르주 뱅베르(프랑스어: Serge Weinberg, 1951년 2월 10일 ~ )는 프랑스의 기업인으로, 제약회사 사노피의 회장이다. 2009년부터 역임하고 있다.
그는 파리 정치 대학에서 법학을 전공했고, 국립행정학교를 수료했다.